# Vox Maris
Vox Maris (lat. für Stimme des Meeres) ist eine Orgel, die laut Guinness-Buch der Rekorde mit einer gemessenen Lautstärke von maximal 138,4 dBA das lauteste jemals gebaute Musikinstrument ist. Sie löste damit die zuvor als lauteste Orgel der Welt geltende Orgel der Atlantic City Convention Hall ab. Entwickelt und gebaut wurde sie von der deutschen Orgelbaufirma Hey Orgelbau für die Weltausstellung Expo 2012 in Yeosu (Korea). Die Vox Maris ist eine Freiluftorgel und windet sich als Klangskulptur um die beiden 72 Meter hohen Türme des Sky Tower und wurde als das akustische Signet der Weltausstellung bezeichnet. Die Pfeifen der Vox Maris stellen eine Neuentwicklung dar, die sich am Vorbild der auf Schiffen als Signalgeber eingesetzten Dampfpfeifen orientiert, hieraus erklärt sich auch der Name. Mit ihren 360° umlaufenden Labien erreichen die Pfeifen regelbare Lautstärken zwischen 85 und 138,4 dBA, ohne nennenswerte Änderung der Tonhöhe. Dies ermöglichte es, die Vox Maris während der Ausstellung gleichermaßen für leise Konzerte mit anderen Instrumenten einzusetzen sowie sie für die Eröffnung und Schließung eines jeden Ausstellungstages in voller Lautstärke zu spielen. Als Novum im Orgelbau kann die Lautstärke der Orgel allein durch den Anschlag der Tasten gesteuert werden. Man kann somit die Orgel (ähnlich einem Klavier) dynamisch sensibel in forte und piano erklingen lassen. Mit ihrem an Schiffssignale erinnernden Klang spiegelte die Vox Maris das Motto der Ausstellung „The Living Ocean and Coast“ wider. 
  

## Technische Daten
- Eine Pfeifenreihe 32′ mit 80 dynamischen Pfeifen im Frequenzbereich 27,5–2640 Hz (A1–e4).
- Windversorgung:
  - Luftleistung 20.000 l/min, erzeugt durch einen 110-kW-Motor
  - Winddruck in mmWS: 10.000–100.000
- Spieltisch:
  - Freistehend
  - 1 Manual (A–e6, 80 Tasten)
  - Pedal (A–e2, 32 Tasten)
  - Registerwippen, Touchscreen
- Traktur:
  - Tontraktur: elektrisch
  - Registertraktur: elektrisch